# Pollap
Pollap è un atollo delle Isole Caroline. Amministrativamente è una municipalità del Distretto Oksoritod, di Chuuk, uno degli Stati Federati di Micronesia. 
Ha una superficie di 1 km² e 1 212 abitanti (Census 2008).
Il primo avvistamento dell'atollo di Pulap fu fatto il 17 gennaio 1565 dal navigatore spagnolo Alonso de Arellano a bordo del patache San Lucas. In una mappa spagnola del 1879 l'atollo appare con il nome di Los Martires.